# بقعه امامزاده جعفر
بقعه امامزاده جعفر مربوط به دوران‌های تاریخی پس از اسلام است و در شهرستان چرداول، بخش مرکزی، روستای شباب واقع شده و این اثر در تاریخ ۱۷ اسفند ۱۳۸۱ با شمارهٔ ثبت ۷۹۸۴ به‌عنوان یکی از آثار ملی ایران به ثبت رسیده است.